# San Lorenzo Isontino
San Lorenzo Isontino (en friülà, Sant Lurinç dal Lusinç) és un municipi italià, dins de la província de Gorizia. L'any 2007 tenia 1.547 habitants. Limita amb els municipis de Capriva del Friuli, Farra d'Isonzo, Moraro i Mossa.

## Administració
| Període | Identitat        | Partit      |
| ------- | ---------------- | ----------- |
| 2004-   | Ezio Clocchiatti | Independent |